# 咸安站
咸安站（：／ Haman yeok */?）是位于韩国庆尚南道咸安郡咸安面的一座鐵路站，属于庆全线。

## 历史
- 1923年12月1日 - 落成使用[1]。

## 相鄰車站
韓國鐵道公社
慶全線
中里－咸安－郡北